# 2424
"2424"는 2002년에 개봉한 대한민국의 영화이다.

## 캐스팅
- 정웅인 : 최두칠 역
- 전광렬 : 박태호 역
- 김래원 : 한익수 역
- 소유진 : 독고진 역
- 예지원 : 조광자 역
- 주현 : 강용구 역
- 김세형 : 이 실장 역
- 정경호 : 오 대리 역
- 박재웅 : 한심이 역
- 이태경 : 다빈이 역
- 안내상 : 장업 역
- 맹봉학 : 부장 역
- 조영호 : 삼거리 사내 역
- 김성룡 : 요원 1 역
- 장가현 : 현지 처 역
- 안진수 : 함집 아버지 역
- 왕빛나 : 홍보걸 1 역
- 유순철 : 최용삼 옹
- 이종수 : 신랑 역
- 이재구 : 서울일보 역
- 손종환 : 대한일보 역
- 박윤희 : 동해일보 역
- 전금한 : 문신 사내 역
- 최성호 : 경찰 1 역